# Qazaqstan Respwblïkasınıñ memlekettik änuranı
Het volkslied van Kazachstan is het volkslied van Centraal-Aziatische land Kazachstan. 
De oorspronkelijke tekst en muziek zijn van Shamshi Kaldayakov maar de tekst is aangepast door Muzafar Älimbayev, Qadır Mırza Äli, Tumanbay Moldağaliyev en Cadıra Däribayeva. De muziek is aangepast door Muqan Tölebayev, Eugeni Brusilovsky en Latif Xamidi.

## Tekst in het Kazachs
Жарылған намыстан қаһарман халықпыз,

Азаттык жолында жалындап жаныппыз.

Тағдырдың тезінен, тозақтың өзінен.

Ама-сау қалыппыз, аман-сау алыппыз. 

Еркіндік қыраны шарықта,

Елдікке шақырып тірлікте!

Алыптың қуаты - халықта,

Халықтың қуаты - бірлікте!

Ардақтап анасын, құрметтеп данасын,

Бауырға басқанбыз баршаның баласын.

Татулық, достықтың киелі бесігі - 

Мейірбан Ұлы Отан, қазақтың даласы! 

Еркіндік қыраны шарықта,

Елдікке шақырып тірлікте!

Алыптың қуаты - халықта,

Халықтың қуаты - бірлікте!

Талайды өткердік, өткенге салауат,

Келешек ғажайып, келешек ғаламат!

Ар-ождан, ана-тіл, өнеге салтымыз,

Ерлік те, елдік те ұрпаққа аманат!

Еркіндік кыраны, шарыкта,

Елдікке шакырып тірлікте!

Алыптын куаты - халыкта,

Халыктыњ куаты - бірлікте!

## Nederlandse Vertaling
Wij zijn een moedig volk, zonen van eer.

En we hebben alles gegeven op de weg naar vrijheid.

Oprijzend uit de kwaadwillige greep van het lot, het vuur van de hel,

Kregen we een overwinning van glorie en succes.

Refrein:

Vlieg hoog in de lucht, o arend van vrijheid,

Roep op naar eenheid, instemming en overeenstemming!

Want de macht en kracht van de held ligt in de natie,

Zoals de eenheid het slechtende zwaard is van de natie.

Terwijl we onze moeders eerden en respecteerden,

De crème de la crème van onze oprijzende natie,

Verwelkomden we alle pechvogels en geruïneerden

Ons moederland, de steppe, een heilige wieg

Van vriendschap en solidariteit.

Gaf allen een onderdak en een hartelijk toevluchtsoord

Refrein

We hebben de ontberingen overwonnen

Laat het verleden dienen als bittere les

Maar voor ons ligt een stralende toekomst.

We laten onze heilige erfenis na geïmpliceerd in onze moedertaal.

En soevereiniteit en moed en tradities

Zo duidelijk gekoesterd door onze voorvaderen

Als waardig mandaat voor de toekomstige generaties.

Refrein